# Sunnemo
Sunnemo är en tätort i Hagfors kommun och kyrkbyn i Sunnemo socken. Orten är belägen mellan Lidsjön och Grässjön, vid utloppet av Hyttälven. 

## Historia
Tidigare fanns det ett järnbruk i Sunnemo, vilket var beläget i nuvarande Hyttdalen. Det var borgmästaren i Karlstad, Johan Börjesson, som år 1640 lät uppföra en hytta, Sunnemohyttan. 
Ett uppsving för bygden kom med bruket, och 1653 uppfördes Sunnemo kyrka. Senare tillkom även ett gjuteri där det kom att tillverkas bland annat grytor, pannor, mortlar, kugghjul och järnkakelugnar. Driften vid gjuteriet upphörde på 1860-talet. Sunnemohyttan var länge en av de större i Värmland, men utkonkurrerades till sist av de större industriella järnverken. Sunnemo låg alltför avsides, och saknade tillgång till järnväg. Den 13 maj 1887 blåstes hyttan ned för sista gången.
1865 grundades Nore Bryggeri.

### Befolkningsutveckling
| Befolkningsutvecklingen i Sunnemo 1960–2020                       | Befolkningsutvecklingen i Sunnemo 1960–2020 | Befolkningsutvecklingen i Sunnemo 1960–2020 | Befolkningsutvecklingen i Sunnemo 1960–2020 | Befolkningsutvecklingen i Sunnemo 1960–2020 |
| ----------------------------------------------------------------- | ------------------------------------------- | ------------------------------------------- | ------------------------------------------- | ------------------------------------------- |
|                                                                   |                                             |                                             |                                             |                                             |
| År                                                                |                                             |                                             | Folkmängd                                   | Areal (ha)                                  |
| 1960                                                              | 1960                                        |                                             | 187                                         | ¤                                           |
| 1970                                                              | 1970                                        |                                             | 243                                         |                                             |
| 1975                                                              | 1975                                        |                                             | 328                                         |                                             |
| 1980                                                              | 1980                                        |                                             | 317                                         |                                             |
| 1990                                                              | 1990                                        |                                             | 280                                         | 60                                          |
| 1995                                                              | 1995                                        |                                             | 270                                         | 60                                          |
| 2000                                                              | 2000                                        |                                             | 255                                         | 60                                          |
| 2005                                                              | 2005                                        |                                             | 238                                         | 60                                          |
| 2010                                                              | 2010                                        |                                             | 241                                         | 59                                          |
| 2015                                                              | 2015                                        |                                             | 276                                         | 118                                         |
| 2020                                                              | 2020                                        |                                             | 289                                         | 106                                         |
| Anm.: Ny tätort 1970 ¤ Som tätortsbebyggelse med 150-199 invånare |                                             |                                             |                                             |                                             |

## Samhället
Sunnemo har bland annat en grundskola upp till årskurs 6, barnomsorg, fritidshem, äldreboende, matvaruaffär, frisör, inredningsbutik, caféer och idrottsplats. Orten är speciellt känd för sin kyrka. Från Sunnemo finns en bro över vattnet som förbinder orten med länsväg 240 vid Sund.